# 4066 Haapavesi
A 4066 Haapavesi (ideiglenes jelöléssel 1940 RG) a Naprendszer kisbolygóövében található aszteroida. Heikki A. Alikoski fedezte fel 1940. szeptember 7-én.